# Jason Osborne
Jason Osborne (20 maart 1994, Mönchengladbach) is een Duitse voormalig wielrenner en roeier. Als roeier behaalde hij wereld- en Europese titels en een olympische medaille.

## Carrière

### Roeien
Op de wereldkampioenschappen roeien van 2013 haalde hij met Duitsland zilver op de lichte dubbel vier. Op de Europese kampioenschappen roeien van 2016 behaalde hij ook zilver met Duitsland, ditmaal op de lichte dubbel twee, met Moritz Moos. Met Moos roeide hij de lichte dubbel twee op de Olympische spelen van 2016, waar ze negende eindigden.
Op de wereldkampioenschappen roeien van 2018 behaalde hij de wereldtitel, individueel op de lichte skiff. Hij won op de Europese kampioenschappen van 2019 goud op de lichte dubbel twee met Jonathan Rommelmann. Op de wereldkampioenschappen van 2019 behaalde hij met Rommelmann brons op de lichte dubbel twee.
In 2019 werd hij wereldkampioen indoorroeien op een virtuele afstand van 2000 meter, op de World Rowing Indoor Championships georganiseerd door FISA.
Op de Olympische zomerspelen van 2020 won hij samen met Rommelmann zilver op de lichte dubbel twee. Op de Europese kampioenschappen roeien van 2020 en van 2021 won hij met Rommelmann telkens zilver.

### Wielrennen
In 2017 richtte de trainingsgroep van de roeivereniging waarin hij actief was een wielerploeg op en Osborne ging ook aan wielerwedstrijden deelnemen. Op het Duits kampioenschap tijdrijden van 2018 werd hij achtste; in 2019 werd hij op het kampioenschap zesde.
In 2020 won hij het wereldkampioenschap e-cycling, georganiseerd door de UCI, over een virtuele afstand van 50 kilometer.
Zijn goede prestaties trokken aandacht van professionele wielerploegen. Van augustus tot december 2021 reed hij als stagiair bij Deceuninck-Quick-Step. Vanaf juni 2022 reed hij voor de opleidingsploeg van Alpecin-Fenix. In 2023 ging hij rijden voor WorldTour-team Alpecin-Deceuninck.

## Palmares

### Roeien

#### Olympische Zomerspelen
| Jaar | Plaats         | Resultaten |
| ---- | -------------- | ---------- |
| 2020 | Tokio          | LM2x       |
| 2016 | Rio de Janeiro | 9e LM2x    |

#### Wereldkampioenschappen roeien
| Jaar | Plaats              | Resultaten |
| ---- | ------------------- | ---------- |
| 2019 | Ottensheim          | LM2x       |
| 2018 | Plovdiv             | LM1x       |
| 2017 | Sarasota            | 6e LM2x    |
| 2015 | Aiguebelette-le-Lac | 6e LM2x    |
| 2014 | Amsterdam           | 5e LM2x    |
| 2013 | Chungju             | LM4x       |

#### Europese kampioenschappen roeien
| Jaar | Plaats      | Resultaten |
| ---- | ----------- | ---------- |
| 2021 | Varese      | LM2x       |
| 2020 | Poznań      | LM2x       |
| 2019 | Luzern      | LM2x       |
| 2017 | Račice      | 5e LM2x    |
| 2016 | Brandenburg | LM2x       |

### Wereldbeker roeien
2013
 Luzern LM4x
2014
 Aiguebelette-le-Lac LM2x
2016
 Poznań LM2x
2018
 Belgrado LM1x
 Linz LM1x
2019
 Poznań LM2x
 Rotterdam LM2x
2021
 Zagreb LM2x
 Luzern LM2x

### Wielrennen
2022
Ronde van Luik

#### Resultaten in voornaamste wedstrijden
| Jaar | Ronde van Italië | Ronde van Frankrijk | Ronde van Spanje |
| ---- | ---------------- | ------------------- | ---------------- |
| 2023 |                  |                     | 131e             |

| Jaar | Luik-Bast.‑Luik | Ronde van Lombardije | Waalse Pijl | Clásica San Sebastián |
| ---- | --------------- | -------------------- | ----------- | --------------------- |
| 2023 | 61e             | 51e                  | 41e         | 16e                   |

#### Resultaten in kleinere rondes
| Jaar | UAE Tour |
| ---- | -------- |
| 2024 | opgave   |

## Ploegen
- 2021 –  Deceuninck-QuickStep
- 2022 –  Alpecin-Fenix Development Team
- 2023 –  Alpecin-Deceuninck
- 2024 –  Alpecin-Deceuninck (tot 16 september) [1]

Ballerstedt · Bayer · Conci · De Bondt · Dillier · Gaze · Ghys · Gogl · Groves · Hermans · Janssens · Kragh Andersen · Krieger · Leysen · Mareczko · Meurisse · Oldani · Osborne · Philipsen · Planckaert · Plowright · Rickaert · Riesebeek · Sbaragli · Sinkeldam · Stannard · Taminiaux · Van Den Bossche · van der Poel  · Vermeersch
Ballerstedt · Bayer · Boven · Conci · Dillier · Gaze · Ghys · Gogl · Groves · Hermans · Hollmann · Janssens · Kielich · Kragh Andersen · Laurance · Leysen · Meurisse · Osborne · Philipsen · Planckaert · Plowright · Rickaert · Riesebeek · Sinkeldam · Uhlig · Van Den Bossche · van der Poel  · Van Tricht · Vergallito · Vermeersch
- Gemeinsame Normdatei: 1075212251
- Virtual International Authority File: 317060229
- WorldCat: E39PBJtCDbT6mTRXfhKbtQjXBP